# خیمی خیمنز
خیمی خیمنز (انگلیسی: Jaime Jiménez؛ زادهٔ ۱۰ دسامبر ۱۹۸۰) بازیکن فوتبال اهل اسپانیا است.
از باشگاه‌هایی که در آن بازی کرده‌است می‌توان به باشگاه فوتبال زامورا، باشگاه فوتبال رئال مورسیا، باشگاه فوتبال رئال وایادولید، باشگاه خیمناستیک تاراگونا، باشگاه فوتبال الچه، باشگاه فوتبال ایبار، و باشگاه فوتبال گرانادا اشاره کرد.